# Прапор Славутського району
Прапор Славутського району — офіційний символ Славутського району Хмельницької області України, затверджений 21 жовтня 2008 року рішенням сесії Славутської районної ради.

## Опис
Прапор району являє собою прямокутне полотнище з співвідношенням сторін 2:3 поділене вузькими білими смугами на три частини. Ліворуч розміщено зелений рівнобічний трикутник, із зображенням жовтого пшеничного колосу. Решта прапора поділений на синю та червону смуги.